# 石邕高速动车组列车
石邕高速动车组列车是中国铁路运行于河北省省会石家庄市石家庄站及广西壮族自治区首府南宁市南宁东站的高速动车组列车，途经河北省、河南省、湖北省、湖南省、广西壮族自治区四省一区，客运里程2197公里。列车客运乘务由北京局集团石家庄客运段担当。其中石家庄站至南宁东站运行11小时46分，使用车次为G423次；南宁东站至石家庄站运行11小时55分，使用车次为G424次。

## 历史

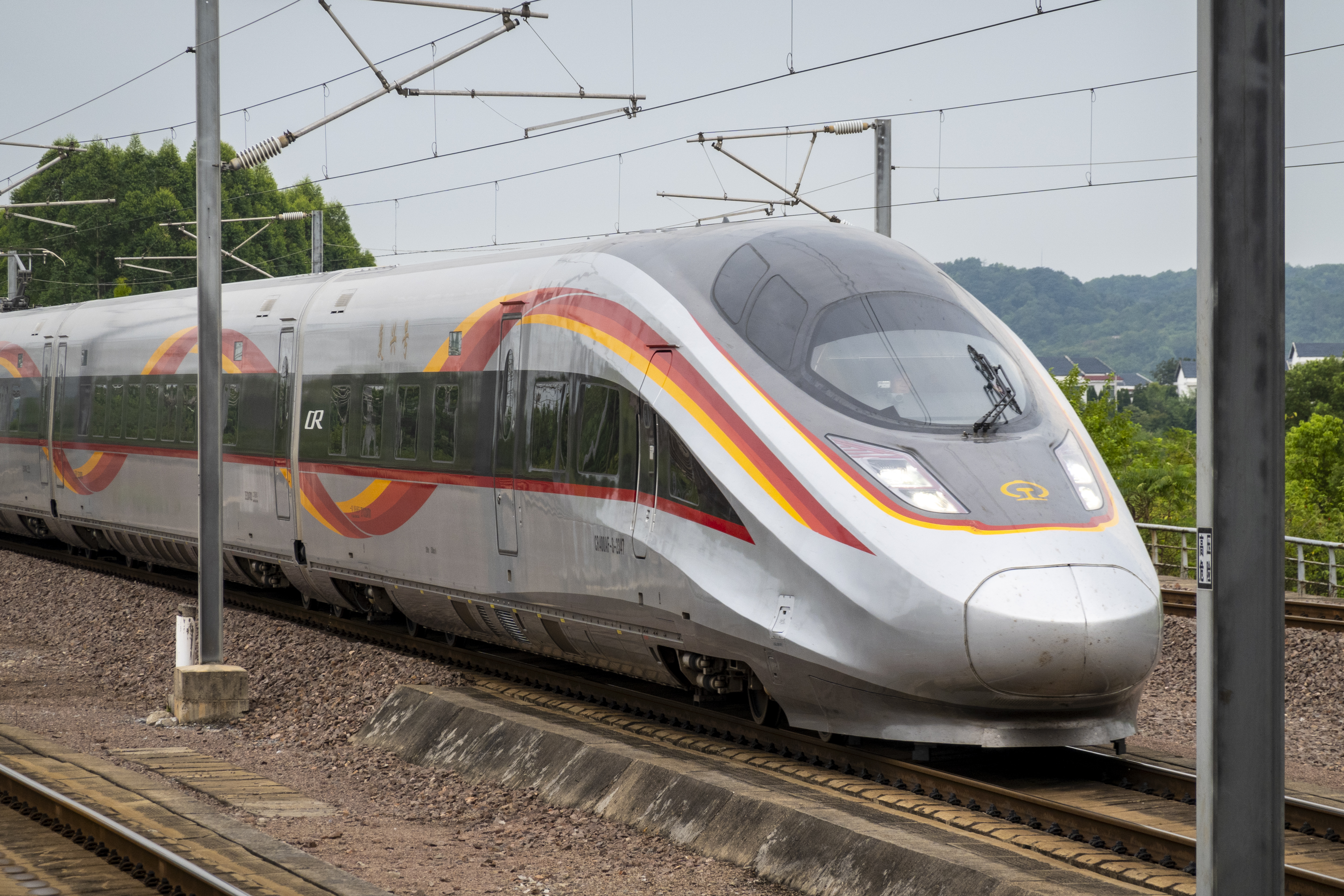
G423次列车驶入衡阳东站

自2014年7月1日起，中国铁路执行新的列车运行方案图。原计划开行石家庄~南宁G423/424次列车，但由于南宁站至南宁东站间线路施工影响，列车未能投入运行，直至2014年9月25日才得以开行。同年12月26日，配合南宁东站启用，列车调整至南宁东站始发终到。
2021年6月25日至2022年12月25日期间，本对列车曾延长至北海站始发终到；但自2022年12月26日起恢复南宁东站始发终到。

## 使用列车
本对列车使用配属北京局集团石家庄动车运用所的CR400AF-S。